# Rivière du Rempart (dystrykt)
Rivière du Rempart – jeden z 9 dystryktów Mauritiusa, ze stolicą w Poudre d’Or.

## Sąsiednie dystrykty
- Flacq – południe
- Pamplemousses – zachód